# Эберсайм
Эберса́йм (фр. Ebersheim) — коммуна на северо-востоке Франции в регионе Гранд-Эст (бывший Эльзас — Шампань — Арденны — Лотарингия), департамент Нижний Рейн, округ Селеста-Эрстен, кантон Селеста.

## Географическое положение
Коммуна расположена на расстоянии около 390 км на восток от Парижа и на 37 км юго-западнее Страсбурга.
Площадь коммуны — 13,66 км², население — 1952 человека (2006) с тенденцией к росту: 2299 человек (2013), плотность населения — 168,3 чел/км².

## Население
Население коммуны в 2011 году составляло 2222 человека, в 2012 году — 2312 человек, а в 2013-м — 2299 человек.
| 1962 | 1968 | 1975 | 1982 | 1990 | 1999 | 2006 | 2008 | 2011 | 2012 | 2013 |
| ---- | ---- | ---- | ---- | ---- | ---- | ---- | ---- | ---- | ---- | ---- |
| 1626 | 1624 | 1635 | 1597 | 1675 | 1854 | 1952 | 1997 | 2222 | 2312 | 2299 |

Динамика населения:

## Экономика
В 2010 году из 1423 человек трудоспособного возраста (от 15 до 64 лет) 1146 были экономически активными, 277 — неактивными (показатель активности 80,5 %, в 1999 году — 74,7 %). Из 1146 активных трудоспособных жителей работали 1050 человек (554 мужчины и 496 женщин), 96 числились безработными (49 мужчин и 47 женщин). Среди 277 трудоспособных неактивных граждан 104 были учениками либо студентами, 112 — пенсионерами, а ещё 61 — были неактивны в силу других причин.

## Достопримечательности (фотогалерея)

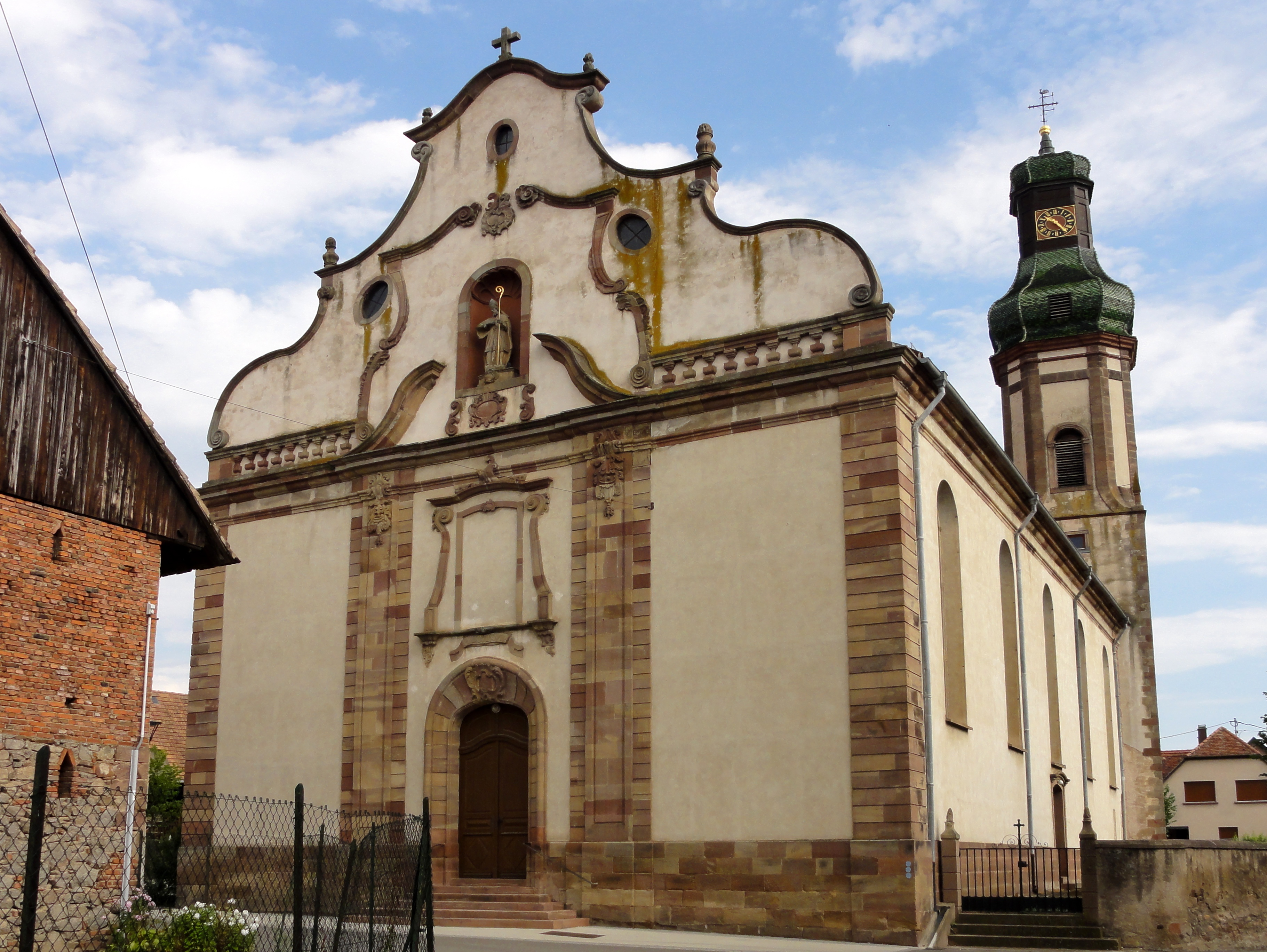
Церковь Сен-Мартен
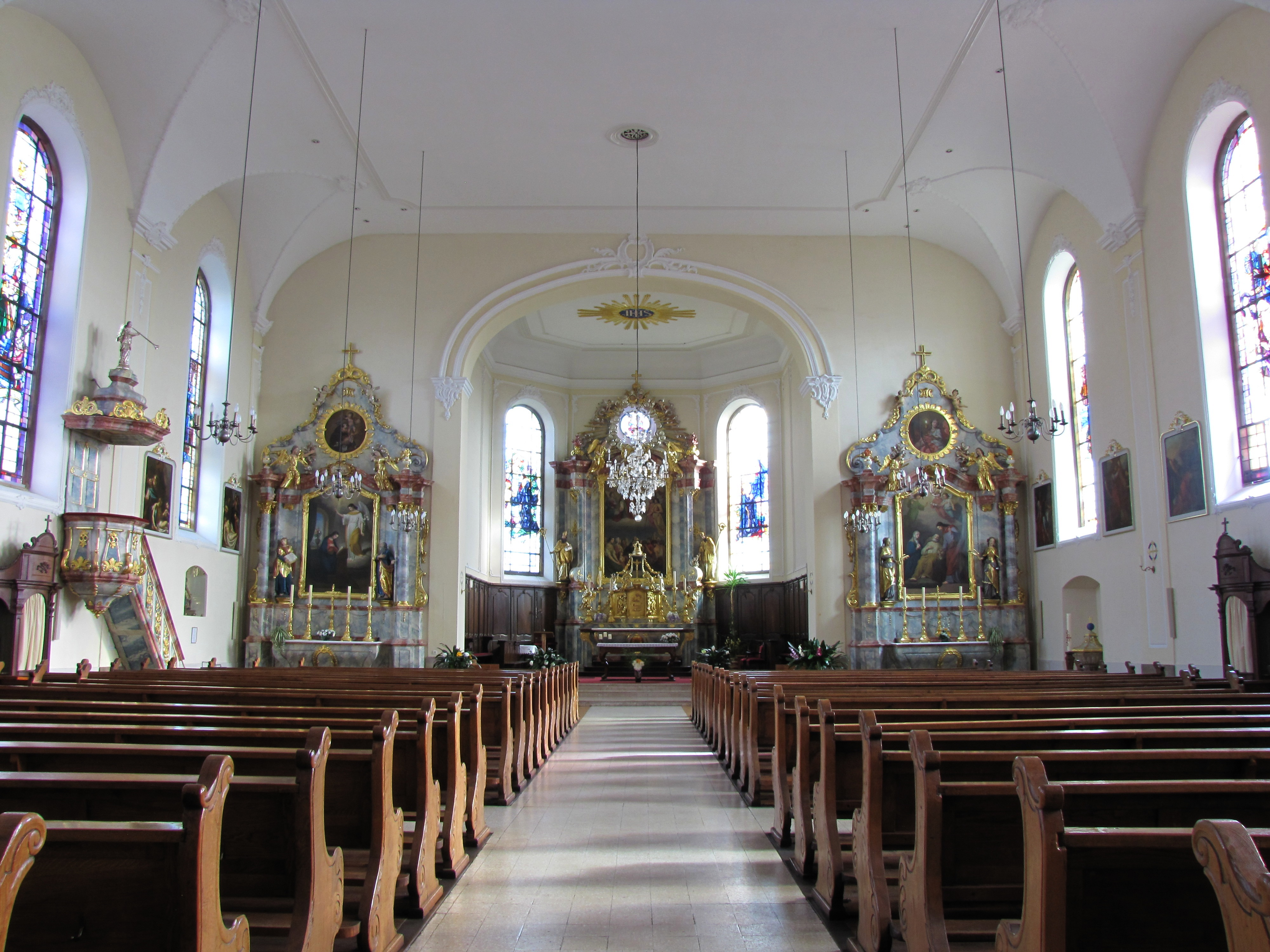
Интерьер
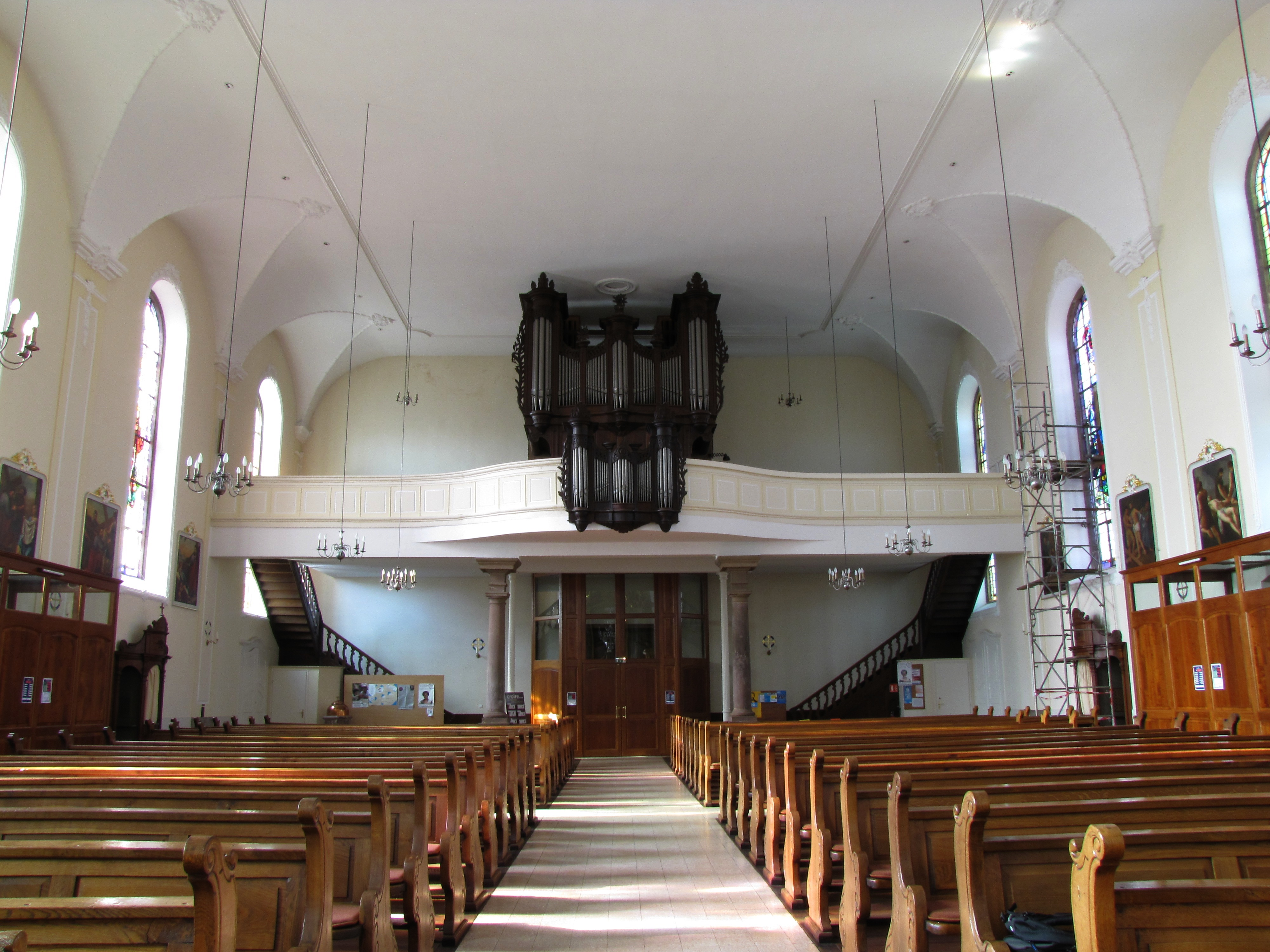
Орган
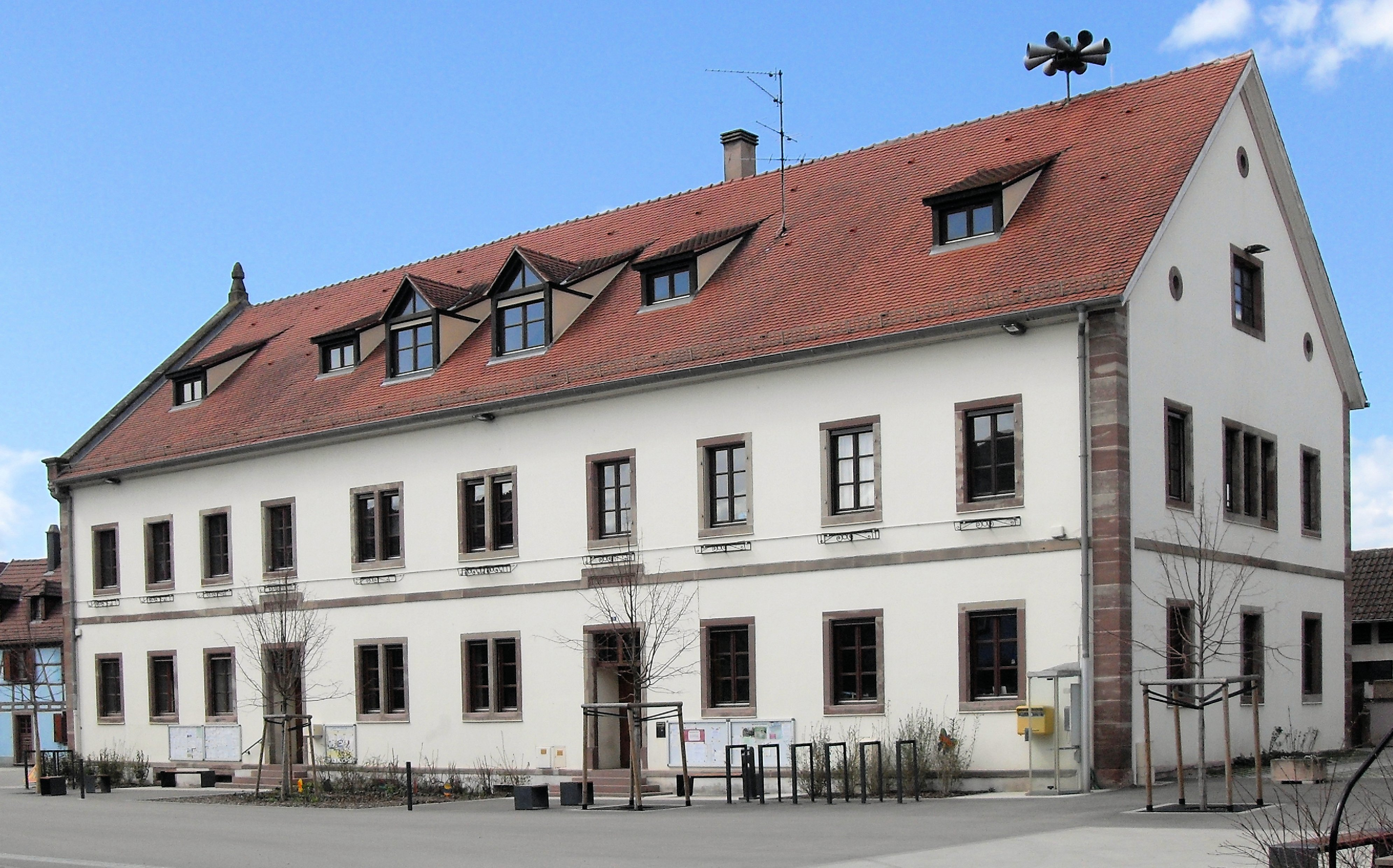
Здание мэрии
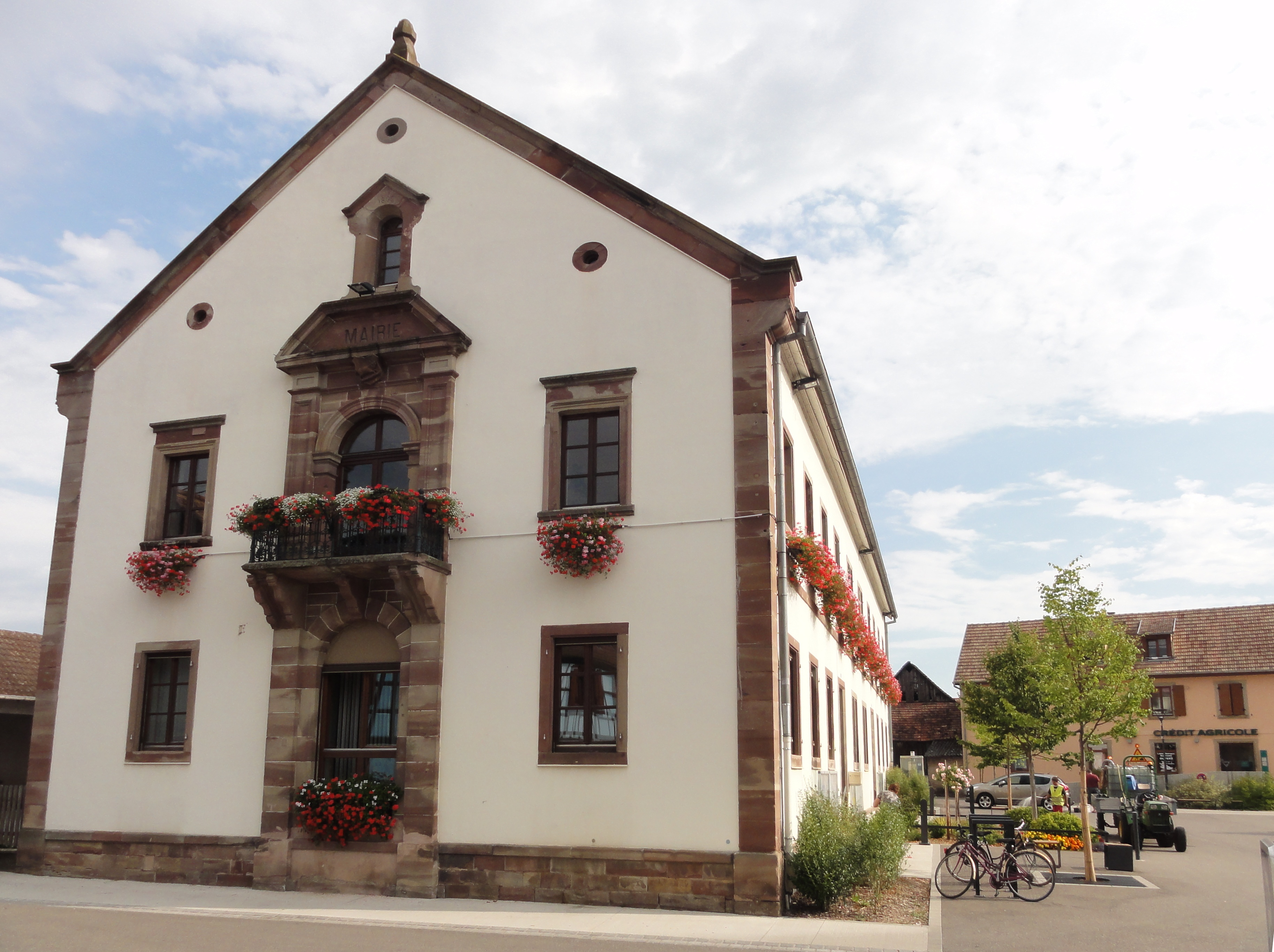
Здание мэрии